# خانه ضرابی

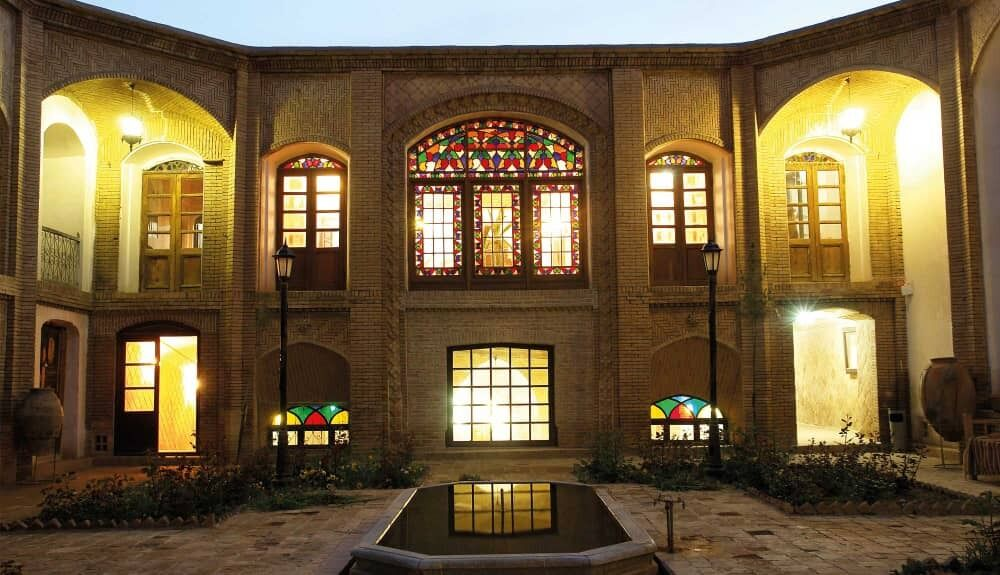
خانه ضرابی همدان

خانه ضرابی در همدان، خیابان بو علی، کوچه بیمه، بن‌بست شریف‌زاده، پ۴۹ واقع شده و این اثر در تاریخ ۲۵ اسفند ۱۳۷۹ با شمارهٔ ثبت ۳۰۴۰ به‌عنوان یکی از آثار ملی ایران به ثبت رسیده است.